# Felix Wiedwald
Felix Wiedwald, född 15 mars 1990, är en tysk fotbollsspelare (målvakt).

## Klubblagskarriär

### Werder Bremen
Wiedwald tillbringade större delen av sin ungdomskarriär i nordtyska Werder Bremen. Vid 15 års ålder spelade han redan med U17-laget. I september 2009 gjorde han sin seniordebut för klubbens reservlag, som då spelade i den tyska tredjedivisionen. Han blev förstaval i reservlaget och tog sig småningom även till a-lagstruppens avbytarbänk, dock utan att få speltid.

### MSV Duisburg
Sommaren 2011 flyttade Wiedwald till MSV Duisburg i andradivisionen 2. Bundesliga. Han var inledningsvis reservmålvakt bakom Florian Fromlowitz, men tog med tiden ordinarie plats i laget. Han spelade 49 matcher under två år i klubben.

### Eintracht Frankfurt
Den 21 juni 2013 skrev Wiedwald på för Bundesliga-klubben Eintracht Frankfurt. Han blev åter reservmålvakt, nu bakom Kevin Trapp. Wiedwald debuterade i Europa League den 12 december 2013, och i Bundesliga två månader senare, men fick annars ytterst begränsat med speltid under sin första säsong i Frankfurt. När Trapp skadade sig i september 2014 blev Wiedwald förstaval för en tid, detta trots att Frankfurt också värvade målvaktsveteranen Timo Hildebrand.

### Åter i Bremen
2015 återvände Wiedwald till barndomsklubben Werder Bremen. I sin första säsong tillbaka spelade han 39 matcher och höll nollan fyra gånger. Under den andra säsongen konkurrerade han om startplatsen i målet med Jaroslav Drobný. Han etablerade sig efterhand åter som förstaval och spelade 26 matcher under säsongen, där Bremen slutade på åttonde plats i Bundesliga. Då han spelat minst tjugo matcher under säsongen förlängdes Wiedwalds kontrakt automatiskt med ett år, men spekulationer om hans framtid i klubben uppstod då Bremen värvade Jiri Pavlenka från Slavia Prag.

### Leeds United
Den 30 juni 2017 skrev Wiedwald på ett treårskontrakt för Leeds United. Övergångssumman offentliggjordes inte, men spekulerades vara på omkring en halv miljon pund. Wiedwald debuterade den 6 augusti i säsongspremiären mot Bolton, som Leeds vann med 3-2. Efter debuten höll han nollan i sex raka seriematcher, men av de nästkommande fyra matcherna förlorade Leeds tre, och Wiedwald släppte in nio mål. I mitten av oktober bänkades han till förmån för Andy Lonergan, men ett tiotal matcher senare återtog han den ordinarie målvaktsplatsen. I början av mars 2018 bänkades han på nytt, nu till förmån för 21-årige Bailey Peacock-Farrell, som därefter vaktade målet fram till säsongsslutet. Wiedwald gjorde sammanlagt 30 matcher under sin enda säsong i Leeds, varav 28 i ligaspel.

### Åter i Frankfurt
Den 19 juni 2018 värvades Wiedwald på nytt av Eintracht Frankfurt, med vilka han skrev på ett treårskontrakt.

### FC Emmen
Den 5 oktober 2020 värvades Wiedwald av FC Emmen, där han skrev på ett ettårskontrakt med option på ytterligare ett år.

## Landslagskarriär
Wiedwald spelade en match med Tysklands U20-landslag i november 2009.